# Diamantul Orlov

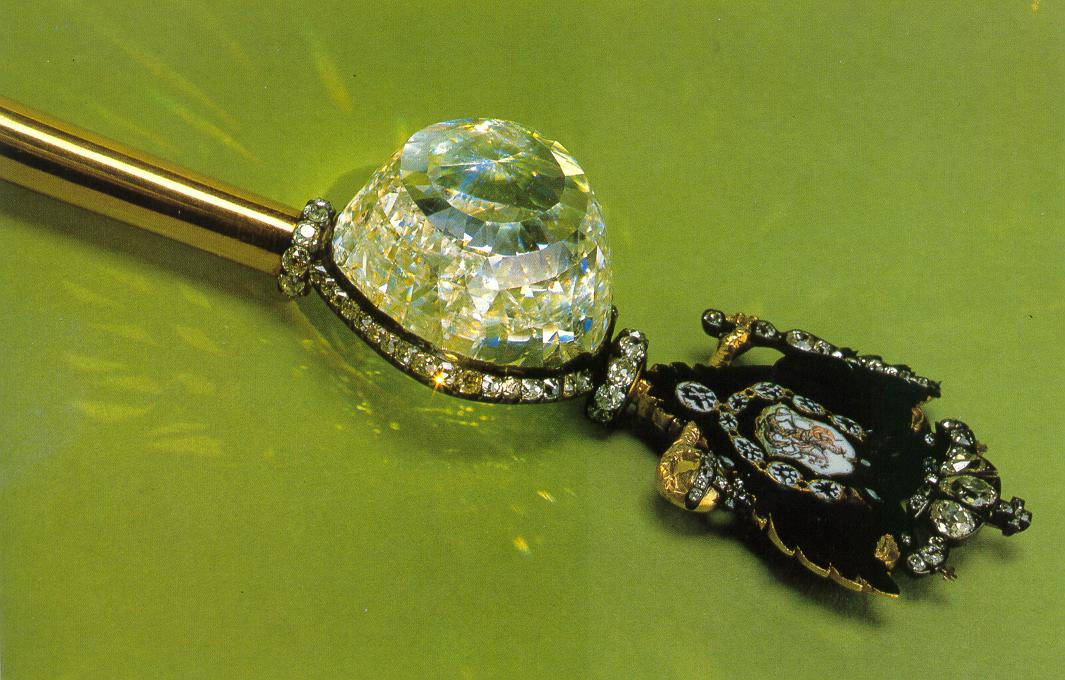
Diamantul Orlov

Diamantul Orlov sau Diamantul Orloff al Ecaterinei cea Mare este un diamant mare de 189,62 carate, (37,924 g). El este considerat împreună cu diamantul Florentin, diamantul Hope și diamantul verde de Dresda printre cele mai scumpe pietre prețioase din lume. 

## Legendă

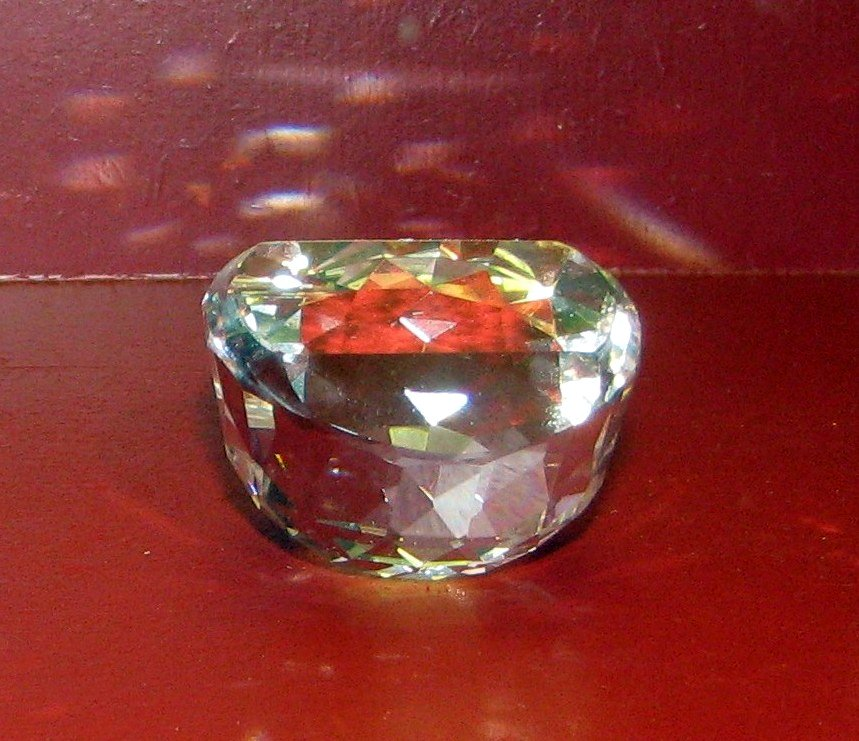
Copie a diamantul Orlov

O legendă spune că diamantul cu nuanțe albastre-verzui ar fost în India unul din ochii statuii zeului Ranganatha. Ochii statuii zeului indian se aflau în Templul Sri Ranganathaswamy, fiind două dintre cele mai mari diamante din lume. Un soldat mercenar francez, a fost lăsat în templu deoarece se convertise la religia hindusă. El ar fi furat diamantul din ochiul stâng al statuii și l-ar fi vândut în 1750 în Madras (Chennai) unui căpitan de marină englez. Diamantul ajunge în Antwerpen, unde va fi cumpărat de prințul Grigori Grigorievici Orlov și-l va dărui în 1776 țarinei Ecaterina cea Mare, pentru a-i recâștiga prietenia. Țarina a lăsat montarea diamantului în sceptrul purtat de țarii Rusiei. Din 1967 diamantul se află în Moscova în tezaurul din Kremlin. După spusele legendei zeul i-a blestemat pe cei care dețin diamantul. Astfel cei superstițioși caută să explice în acest fel numeroasele comploturi și nenorociri care s-au abătut asupra familiilor țarilor.